# Гор Манвелян
Гор Манвелян (вірм. Գոռ Մանվելյան; нар. 9 квітня 2002, Степанаке́рт) — вірменський футболіст, півзахисник клубу «Ноах» та національної збірної Вірменії.

## Клубна кар'єра
Гор народився в Степанаке́рті Респу́бліка Арца́х. У восьмирічному віці разом із родиною переїхав до Франції містечка Пон-Ебер. Першою командою став «Сен-Ло», згодом він перейшов до юнацької команди «Гранвіль».
У 2015 році Манвелян потрапив до футбольної академії «Нанта». У сезоні 2018–19 виступав у чемпіонаті серед юнаків до 17 років.
У наступному сезоні виступав за команду «Нанта U-19» в юнацькому чемпіонаті Франції.
У складі «Нанта U-19» в сезоні 2019–20 брав участь в Кубку Гамбарделла.
У сезоні 2020–21 Гор дебютував у складі «Нант» B у четвертому дивізіоні Франції. У квітні 2021 року півзахисник підписав перший професійний контракт.
2 січня 2022 року Гор дебютував у Кубку Франції в матчі проти «Вітре».
Влітку 2023 року Гор повернувся на батьківщину, де захищає кольори клубу «Ноах».

## Виступи за збірну
З 2023 року залучається до лав молодіжної збірної Вірменії.
22 травня 2024 року отримав свій перший виклик до національної збірної Вірменії на товариські матчі із збірними Словенії та Казахстану.
10 вересня 2024 року дебютував у складі національної збірної в матчі Ліги націй УЄФА проти збірної Північної Македонії. 10 жовтня 2024 року забив свій перший гол за збірну Вірменії в матчі Ліги націй УЄФА, відзначившись у воротах збірної Фарерських островів, матч завершився внічию 2–2.

## Титули і досягнення
- Чемпіон Вірменії (1):

«Ноах»: 2024-25
- Володар Кубка Вірменії (1):

«Ноах»: 2024-25